# Stege Kirke
Stege Kirke (egentlig Sct. Hans Kirke) ligger i Stege i Stege Sogn.
Stege kirke er en rødstenskirke bygget i første halvdel af 1200-tallet af munkesten og i romansk stil.
Bygherren var sandsynligvis Jakob Sunesen. Kirken bestod dengang af apsis, kor og skib. Senere blev et tårn føjet til.
I gotisk tid, 1460-1525, blev kirken udvidet til den størrelse, den har i dag. Udvidelsen i 1400-tallet skete efter en påsat brand.
På korets nordside blev et sakristi opført ved arkitekt H.B. Storcks hovedrestaurering af kirken i årene 1907-1909.
Kirken har kalkmalerier fra flere perioder med de ældste omkring skibets vinduer. Et felt på midterskibets nordre væg stammer fra 1300-tallet. I koret findes dekorationer fra 1400-tallet. Udsmykningen af selve skibet er ifølge en indskrift på østvæggen fra 1494.
Døbefonten er fra 1625 og af sandsten. Foden er nyere og af træ. På kummens sider er der tre kridstensrelieffer, som forestiller Jesu omskærelse, Jesu dåb og Jesus, der lader de små børn komme til sig. Stenen er gråmalet og forgyldt. Dåbsfadet af nysølv er fra 1721.
Orglet er bygget af Paul Gerhard Andersen i 1966 og har 25 stemmer.
I kirken hænget en kopi af linieskibet Justitia. Skibet blev bygget af den norske sømand Hans Larsen fra Bergen. I 1718 blev skibet skænket til kirken. Kirkeskibet nedtages for vedligeholdelse een gang hvert 10. år af den forening, der er dannet med det formål. Alle år, der ender på "8", er således "justitiaår".
Kirken har 500 siddepladser
Umiddelbart ved siden af kirken ses Morten Reenbergs Gård, en historisk præstegård, der i dag tjener som kirkekontor og mødesale.